# Stipa mucronata
Stipa mucronata är en gräsart som beskrevs av Carl Sigismund Kunth. Stipa mucronata ingår i släktet fjädergrässläktet, och familjen gräs. Inga underarter finns listade i Catalogue of Life.